# Le Roc
Le Roc település Franciaországban, Lot megyében. Lakosainak száma 208 fő (2022. január 1.). Le Roc Saint-Julien-de-Lampon, Lanzac, Nadaillac-de-Rouge és Pechs-de-l'Espérance községekkel határos.

## Népesség
A település népességének változása:
| Lakosok száma | 177  | 172  | 185  | 230  | 227  | 213  | 220  | 212  | 208  | 208  |
|               | 1968 | 1982 | 1990 | 2006 | 2013 | 2015 | 2017 | 2019 | 2020 | 2022 |